# Pagak (Beji)
Pagak is een bestuurslaag in het regentschap Pasuruan van de provincie Oost-Java, Indonesië. Pagak telt 4068 inwoners (volkstelling 2010).